# Mathilde Waldhauser
Mathilde Waldhauser (1830 in Stuttgart – 5. Juli 1849 ebenda) war eine deutsche Opernsängerin (Sopran).

## Leben
Früher als üblich entwickelte sich ihre Stimme, sodass sie sich bereits im Alter von 16 Jahren der Bühne zuwenden konnte. Sie zählte als „Königin der Nacht“, „Nachtwandlerin“, „Tochter des Regiments“, „Zerline“, „Margarethe“ und „Prinzessin“ in „Robert der Teufel“ zu den ersten Sängerinnen des Hoftheaters. Noch am 24. Juni 1848 sang sie unter stürmischen Beifall die „Anna“ in „Die weiße Frau“, als sie plötzlich und völlig unerwartet im Alter von nur 19 Jahren starb.

## Rezeption
„Kaum drei Jahre wandelte sie die Künstlerlaufbahn - da wurde sie bereits der Kunst und ihren Verehrern entrissen. Man verlor an ihr eine der reichbegabtesten, vielversprechendsten und interessantesten Kunstjüngerinnen.“